# 瀧井宏臣
瀧井 宏臣（たきい ひろおみ、1958年 - ）は、日本のルポライター。

## 人物
1958年、東京生まれ。筑波大学附属駒場高等学校を経て、早稲田大学政治経済学部卒業。大学時代の友人に西南学院大学教授（前京都大学教授）の岩本武和、早稲田大学教授の斎藤純一がいた。NHK社会部記者、国際協力活動を経て、1995年からフリーのルポライターとして、文明と人間をテーマに取材活動と社会活動を続ける。
当初は講談社の月刊『Views』『現代』などにルポを発表していたが、子どもの病気ケアのため、1999年から3年ほど休業して家事育児とケアに勤しんだ。2002年に復帰後、アトピーの息子との闘病記『パパがママになっちゃった』（ISBN 9784591072585）、子どもたちの生活と育ちの現状をルポした『こどもたちのライフハザード』（ISBN 9784000228404）などをあいついで刊行。子どもの生活と育ちをテーマにした講演活動もスタートさせた。この間、小学校のPTA会長やおやじの会事務局長、地域懇談会の会長などもつとめ、子縁による地域の再生を訴えてきた。
また、輸入野菜の農薬汚染を追った『食卓に毒菜がやってきた』を執筆したのを機会に、2004年から週末農民として30種類ほどの野菜を栽培。2007年には『農のある人生』（ISBN 9784121019028）を上梓し、市民皆農を提唱している。
2009年には、子どもの睡眠研究の第一人者で子どもの早起きをすすめる会の神山潤や、子どもの遊び研究の第一人者である山梨大学准教授の中村和彦らと、子どもの生活改善を進める異分野のユニット「カッサンドラの会」を立ち上げ、活動を開始。文部科学省の「おやこ元気アップ!事業」の事業委員や、日本スポーツ少年団の機関誌『スポーツジャスト』の編集委員などもつとめている。
同年、ノーベル物理学賞を受賞した小柴昌俊博士の自伝聞き書きを46回にわたって東京新聞夕刊に連載し、単行本化を企画。翌10年に『ニュートリノの夢』（ISBN 9784005006465）刊行を実現した。
2017年『東京大空襲を忘れない』で第1回児童文芸ノンフィクション文学賞受賞。
ルポライターになった経緯やその後の足跡などについては、2009年3月に有志によって発行された『現代と私たち　ノンフィクションの未来』や『ジャーナリズムの条件』などに記されている。

## 著作
- 2008年 『「教育七五三」の現場から』（祥伝社新書）
- 2008年 『毒菜襲来』（文春文庫）
- 2007年 『農のある人生』（中公新書）
- 2005年 『人体ビジネス』（岩波書店）
- 2004年 『武骨の人　料治直矢』（講談社）
- 2004年 『こどもたちのライフハザード』（岩波書店）
- 2002年 『食卓に毒菜がやってきた』（コモンズ）
- 2002年 『パパがママになっちゃった』（ポプラ社）
- 1999年 『テクノ文明の未来』（明石書店）
- 1996年 『転生の大地』（八月書館）
- 1995年 『ドクトル・アトムの魂』（第一書林）
- 1992年 『風人たちの夏』（八月書館）

## 共著
- 2009年 『本来農業宣言』（コモンズ・宇根豊ら編）
- 2008年 『学歴社会の真実』（講談社・セオリープロジェクト編）
- 2007年 『幼稚園・保育所の経営課題とその解決』（第一法規）
- 2006年 『環境共同体としての日中韓』（集英社新書・石坂浩一編）
- 2005年 『ジャーナリズムの条件・第三巻』（岩波書店・佐野眞一編）
- 2003年 『これでいいのか平成の大合併』（コモンズ・小原隆治編）
- 2001年 『公共を支える民』（コモンズ・寄本勝美編）
- 2001年 『第二の青春』（講談社）
- 2001年 『安ければ、それでいいのか』（コモンズ・山下惣一編）
- 1991年 『船も走れば戦争にあたる』（にんげん社）
- 1989年 『いま、原子力を問う』（日本放送出版協会）

## 編集協力・サポートなど
- 2010年 『ニュートリノの夢』（岩波ジュニア新書・小柴昌俊著）
- 2010年 『樋口篤三さんの見果てぬ夢を語り継ぐ』（同時代社・語り継ぐ事務局編）
- 2009年 『道は開ける』（講談社出版サービスセンター・瀧井宏一著）
- 2007年 『豊かで複雑な、僕たちのこの世界』（作品社・森達也著）
- 2004年 『眠りを奪われた子どもたち』（岩波ブックレット・神山潤著）
- 2002年 『中学受験』（講談社・田中貴著）
- 2001年 『地球なんでも好奇心』（日本放送出版協会・北野大著）
- 2001年 『完全無敵の老人学』（講談社・和田秀樹＆大月隆寛著）
- 1999年 『ぼりぼり先生、ありがとう』岩堀晃追悼文集
- 1996年 『音の棲むところ』（ラティーナ・宮沢和史著）
- 1995年 『えい、くそ』前田俊彦追悼文集
- 1992年 『風』中田正一追悼文集